# Cerotelium proximellum
Cerotelium proximellum är en svampart som beskrevs av Syd. 1937. Cerotelium proximellum ingår i släktet Cerotelium och familjen Phakopsoraceae.   Inga underarter finns listade i Catalogue of Life.